# Комуна (Кізнерський район)
Кому́на (рос. Коммуна) — починок в Кізнерському районі Удмуртії, Росія.
Населення становить 6 осіб (2010, 12 у 2002).
Національний склад (2002):
- удмурти — 100 %

Урбаноніми:
- вулиці — Лучна